# Na Base do Beijo
"Na Base do Beijo" é uma canção da cantora brasileira Ivete Sangalo, gravada para seu sexto álbum de estúdio Pode Entrar: Multishow Registro (2009). A faixa foi lançada como o quarto single do álbum em 30 de outubro de 2009, através da Universal Music Brasil. Ela também foi indicada ao Troféu Dodô & Osmar 2010, concorrendo na categoria melhor música.

## Recepção
A canção recebeu criticas positivas. O Blog do Miguel Arcanjo disse "Bem dançante, a faixa tem guitarra pesada e percussão onipresente, além de um verso que se repete quatro vezes na mesma estrofe: "Vamos namorar beijar na boca". Perfeita para micareta".

## Videoclipe
O videoclipe da canção mostra Ivete no estúdio gravando a canção e também cenas de pessoas normais namorando na praia de Salvador.
O videoclipe já está em alta rotação no canal Multishow.

## Desempenho nas paradas
A canção debutou na posição #24 no Hot 100 Brasil em 28 de novembro de 2009.
Na segunda semana, deu um mega salto, se tornando mais um Top 10 na posição #8, na terceira semana, arrasou na posição #3,e na quarta semana alcançou a #1,se tornando um mega hit,a canção se torna o 12º single solo de Ivete a atingir o topo do Hot 100 Brasil.
Estreou em #56 no Hot 100 Brasil Airplay.

### Posição nas paradas
| Paradas (2009)                   | Posição |
| -------------------------------- | ------- |
| Hot 100 Brasil                   | 1       |
| Billboard Brasil Hot Popular     | 1       |
| Billboard Brasil Hot 100 Airplay | 1       |